# Hôpital du Saint-Sacrement
L'Hôpital du Saint-Sacrement est un hôpital situé dans le quartier Saint-Sacrement, dans l'arrondissement La Cité-Limoilou, à Québec.

## Histoire

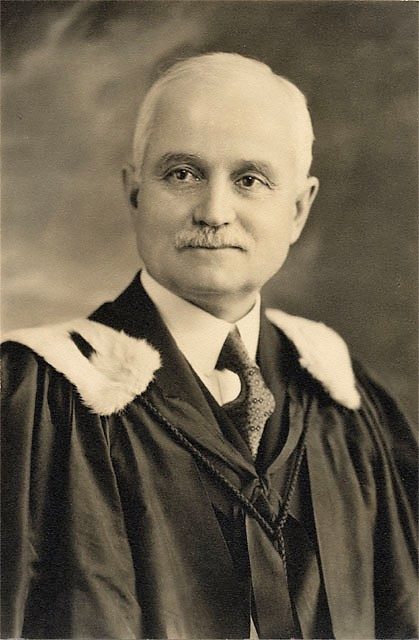
Arthur Rousseau

En 1922, le docteur Arthur Rousseau, doyen de la faculté de médecine de l'Université Laval, obtient l'appui du gouvernement et du diocèse pour la fondation d'un hôpital général pouvant former de futurs médecins. Le chantier s'ouvre à l'été 1924. Les plans sont réalisés par les architectes Morissette et Beaulé.
L'hôpital est érigé en 1927 sous la direction des sœurs Augustines. Elles sont rapidement suivies par les sœurs de la Charité en juin 1927, qui deviennent propriétaire de l'établissement en 1936. En 1931, l'hôpital compte 280 lits, dont 45 sont réservés aux soins des enfants. À l'époque, il est le deuxième hôpital en importance de la ville, après l'hôpital de l'Enfant-Jésus. L'Université Laval y dispense des cours en obstétrique et en pédiatrie à partir des années 1940. 
Le 30 septembre 1995, l'hôpital est administrativement fusionné avec l'hôpital de l'Enfant-Jésus pour former le Centre hospitalier affilié universitaire de Québec (CHA). Le CHA se fusionne à son tour au Centre hospitalier universitaire de Québec le 9 juillet 2012.
De nos jours, l'hôpital est spécialisée en ophtalmologie et en sénologie. Elle dispose d’une urgence ouverte en tout temps.
En février 2017, le retrait d'un crucifix accroché dans le hall de l'hôpital depuis sa fondation suscite la controverse. Le Ministère de la Santé et des Services sociaux demande sa réinstallation, ce qui est fait le 1er mars 2017.

## Galerie

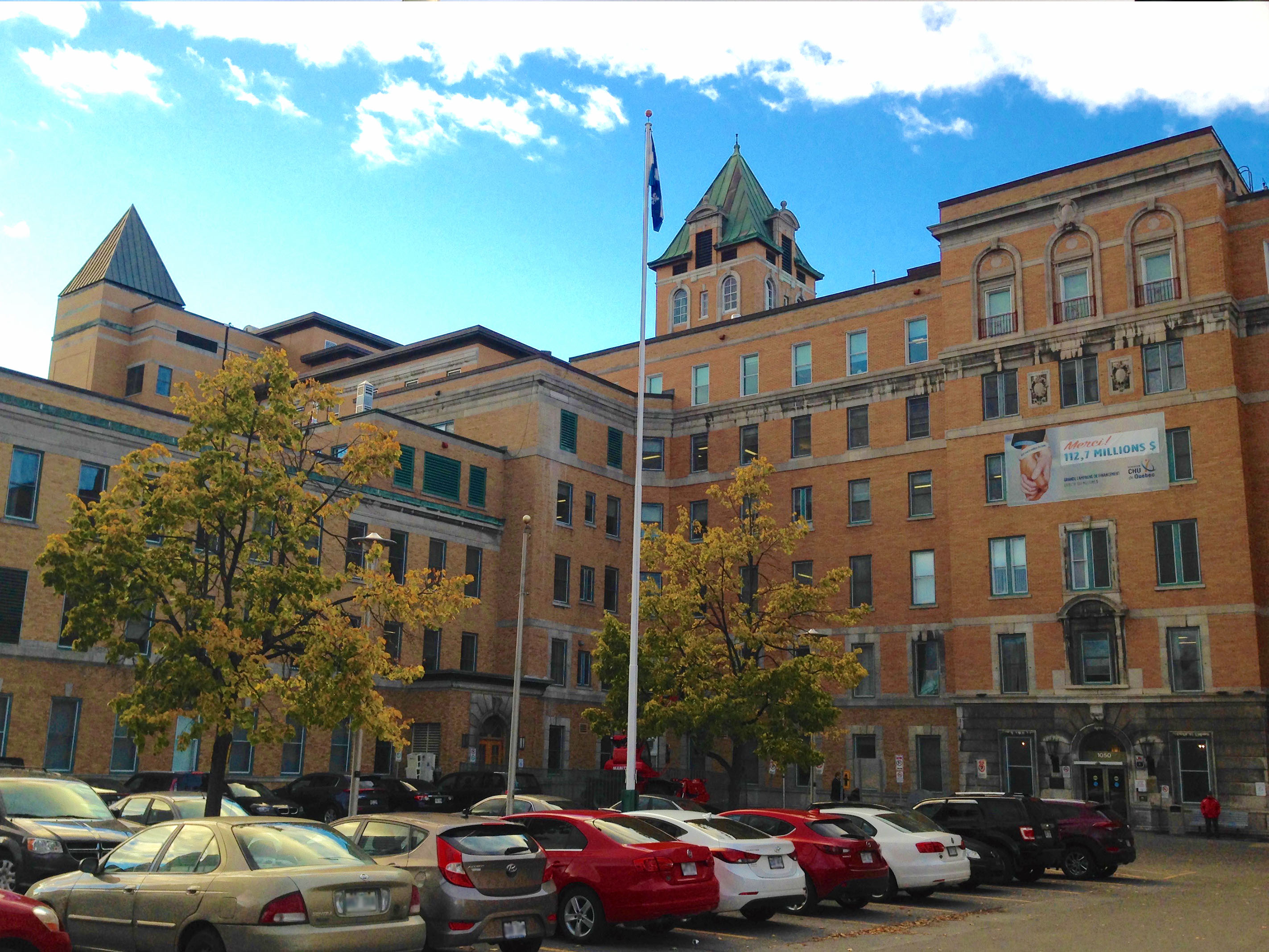
Avant
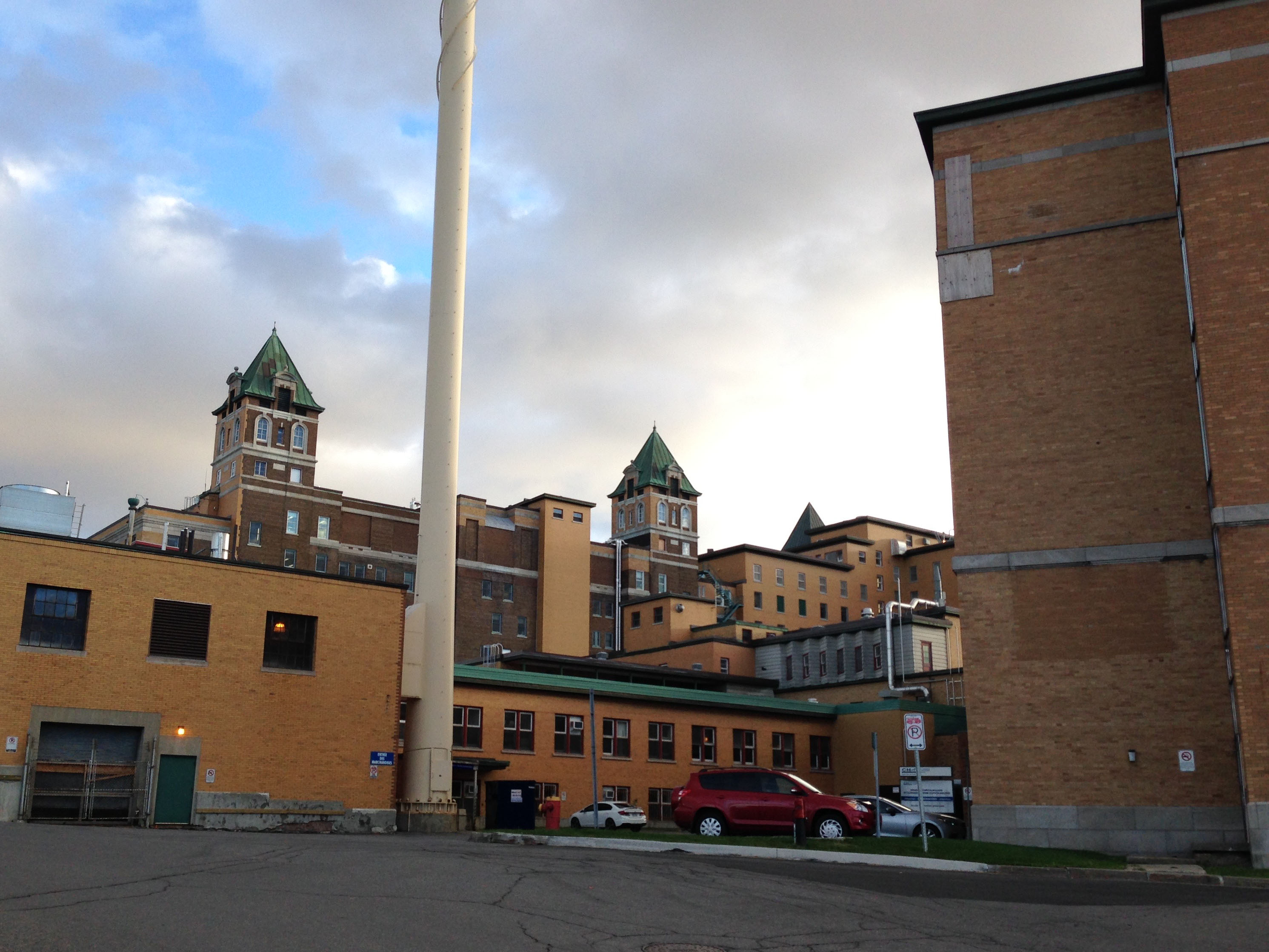
Arrière